# Кънчо Скорчев
Кънчо Петров Скорчев е български революционер, член на Шуменския частен революционен комитет, участник в Старозагорското въстание (1875 г.), Ботев четник.

## Биография
Роден е през 1856 г. в Трявна. Първи братовчед е на Ангел Кънчев по линия на майка си, Неда Ангелова поп Николова, сестра на бащата на Ангел Кънчев, Кънчо Ангелов поп Николов – Дюлгерина. 10-годишен отива в Шумен при брат си Димитър, който се е установил там като дребен търговец. Няма сведения къде е учил. Работи, за да изкарва прехраната си, при различни местни майстори.
Участва дейно в революционното движение, в което, както разказва в спомените си, е въведен от Васил Левски. По-късно е един от най-доверените младежи на председателя на Шуменския революционен комитет Панайот Волов. Участва в организацията на Шуменската чета при подготовката на въстанието от 1875 г., а след неуспеха му емигрира в Румъния.Там се установява при свако си Димитър Горов – близък приятел и съратник на Христо Ботев.
Кънчо Скорчев е един от първите, записали се в Ботевата чета. Качва се на кораба „Радецки“ от Гюргево. След разбиването на четата той е заловен от турците във Врачанския Балкан. Осъден е в Русе на вечно заточение. Отначало е държан в затвора в Цариград, а след това в крепостта Аккия (Сен Жан д' Арк), на брега на Средиземно море в Сирия. След Освобождението на България, по силата на Санстефанския мирен договор, той е освободен на 19 март 1878 г. и се завръща в Шумен.
С помощта на брат си започва като него търговия на дребно. Първоначално се позамогва малко, наема и хан извън града. Държи едно кафене: „хъшовското кафене“ на Бит-пазар, в което се събират демократично настроените младежи. Той не приема политиката на властниците, държи пламенни речи против тях, отказва и отпуснатата му по застъпничество от шуменските поборници пенсия като на революционер и поборник за свободата (1895 г.). Изпаднал в мизерия, започва да живее в хралупата на едно дърво и там се събират слушателите на историите му за революционните времена, за Левски, Ботев, Каравелов.
Сломен от мизерията, той почива в Шумен през февруари 1913 г.